# Видавець відеоігор
Видавець відеоігор — це компанія, що займається видавництвом відеоігор, створених як власними силами видавця, так і залученими зовні розробниками.
Часто видавець фінансує процес розробки відеогри виплачуючи кошти сторонньому розробнику (цей процес у видавничій діяльності отримав назву «зовнішня розробка»), а інколи направляючи фінансування до свого внутрішнього колективу розробників, який в свою чергу носить назву «студія». Великі видавці відеоігор також розповсюджують ігри, які самі ж і видають, тоді як деякі менші видавці замість цього наймають дистрибуторські компанії. Інші функції, які зазвичай виконує видавець, включають придбання будь-яких ліцензій, що використовуються у самій грі та під час її розробки; оплату локалізації; макетування, друк і, можливо, написання посібника користувача; створення елементів графічного дизайну, наприклад дизайн коробки з грою; а також маркетингова кампанія. Деякі великі видавці з вертикальною структурою управління також володіють видавничими дочірніми компаніями (лейблами).
Оскільки видавець часто фінансує розробку, він зазвичай намагається керувати ризиками розробки разом зі штатом продюсерів або менеджерів проєкту, щоб контролювати прогрес розробника, вносити корективи в поточну розробку та допомагати за необхідності. Більшість відеоігор, створених зовнішнім розробником, оплачуються періодичними авансами у вигляді роялті. Ці аванси виплачуються, коли розробник досягає певних етапів розробки, які називаються віхами.

## Фінансові ризики
Видавництво відеоігор супроводжується високими фінансовими ризиками:
- Різдвяний сезон є критично важливим часом для індустрії відеоігор, оскільки значна частина річних продажів припадає саме на цей період. В результаті, в останньому кварталі року ринок відеоігор переживає сплеск нових релізів високоякісних ігор у всіх жанрах. Це створює інтенсивну конкуренцію, оскільки кожен видавець і розробник намагається залучити увагу споживачів. Видання ігор в цей період може принести значні прибутки, але також збільшує ризик через високу конкуренцію та перенасиченість ринку.[3]
- Затримка випуску продукту є поширеним явищем через непередбачувані графіки розробки. Більшість видавців зазнають «помилкового запуску», коли команда розробників запевняє компанію, що розробка гри буде завершена до певної дати, і навколо цієї дати планується маркетинговий запуск, включно з зобов'язаннями щодо реклами. А потім, після того як всі рекламні витрати оплачено, команда розробників оголошує, що гра «затримується» і буде готова на кілька місяців пізніше, ніж планувалося спочатку. Коли гра нарешті з'являється, ефект від маркетингового запуску — ажіотаж і хайп від виходу гри, що підживлює бажання споживачів придбати її — розвіюється, що призводить до зниження продажів. Прикладом цього можна назвати версію Spider-Man 3 для PSP, котра вийшла на кілька місяців пізніше інших платформ і показала значно гірші від запланованих продажі.[4] Ця ситуація ускладнюється, якщо гра мала бути випущена до різдвяного сезону, але фактично переноситься на наступний рік. Деякі розробники (зокрема, id та Epic) вирішили цю проблему, просто кажучи, що гру випустять «коли буде готова», і оголошуючи точну дату лише після запуску її у виробництво. Однак і це іноді може бути проблематичним, як у випадку з Duke Nukem Forever, реліз якої затримався на кілька років.
- За останнє десятиліття індустрія все більше «орієнтується на хіти».[5][6] Споживачі купують ігри не найвищої якості з вдалою маркетинговою компанією, тим самим ігноруючи інші ігри у цьому жанрі з слабшою рекламною кампанією. З кожним роком це призводить до все більших бюджетів на розробку і маркетинг, оскільки кожен видавець ігор намагається забезпечити впізнаваність свого продукту. Це також призвело до того, що видавці все частіше змушують розробників зосередитися на сиквелах і ремейках фінансово успішних франшиз замість того, щоб створювати оригінальну ІВ. Деякі видавці, такі як Activision Blizzard та Electronic Arts, зазнали критики за придбання студій з оригінальними франшизами та перепрофілювання їх на допоміжні ролі у більш мейнстрімних франшизах.[7][8]
- Кожне наступне покоління консолей має більш просунуті графічні можливості, ніж попереднє. Щоб скористатися цими можливостями, потрібна більша команда, ніж для розробки ігор для попереднього покоління. Щоб конкурувати з найкращими сучасними іграми на цих консолях, потрібно анімувати більше персонажів, котрі повинні бути змодельовані з вищим рівнем деталізації; потрібно створити більше текстур; весь цей мистецький конвеєр повинен все більше і більше ускладнюватися, щоб дозволити створення сучасних ігрових рівнів, а також потрібен складніший програмний код для моделювання фізики в ігровому світі і для того, щоб рендерити все якомога точніше і швидше. На дев'ятому поколінні консолей бюджети ігор сягають сотень мільйонів доларів. Так, розробка Spider-Man 2 від Sony коштувала $315 млн, не враховуючи витрат на маркетинг і розповсюдження, щоб окупитися ця гра повинна продатися більше ніж 7 млн копій.[9][10] Таким чином, фінансування сучасної відеогри само по собі є великою авантюрою і тиск на успіх тут є високим.

## Типи видавців
AAA-ігри видають найбагатші і найуспішніші з видавців, котрі володіють передовими технологіями та розширюють межі прогресу у світі відеоігор. Видавці AAA-ігор часто віддають перевагу популярним вже зарекомендувавшим себе франшизам. Ці видавці мають ресурси для фінансування наймасштабніших проєктів та самі оплачують маркетинг і дистрибуцію, щоб гарантувати найширше охоплення і впізнаваність своєї продукції. Проте такі видавці мають творчі обмеження — вони змушені орієнтуватися на ринкові тренди та слідувати їм, що виключає саму концепцію креативності в їхній продукції. Видавці AAA-ігор мають найвищі вимоги для досягнення комерційного успіху, тож розробники таких ігор майже не мають творчої свободи, а процес розробки невпинно контролюється видавцем. Прикладами таких видавців є Electronic Arts, Ubisoft, Activision, Sony, Microsoft та ін.
Видавці інді-ігор — це компанії, які працюють з незалежними розробниками. Вони зосереджені на розробці ігор, візитівкою яких є оригінальність та креативність. Розробники мають творчий контроль над своїми іграми, а видавці підтримують тісну співпрацю з ними. Часто видавці інді-ігор мають обмежені маркетингові бюджети і невелике охоплення авдиторії та впізнаваність. Прикладами інді-видавців є Devolver Digital, Annapurna Interactive та Raw Fury.
Видавці мобільних ігор спеціалізуються на відеоіграх для смартфонів і планшетів. Вони користуються перевагами широкого зростання популярності мобільних ігор. Ці видавці вдосконалюють ігри для сенсорних інтерфейсів і пристроїв та добре знаються на розробці тактик монетизації своєї продукції. Прикладами таких видавців є Supercell, King та Zynga.
Спеціалізовані нішові видавництва фокусуються на конкретних жанрах, платформах або цільових авдиторіях. Вони глибоко розуміють свою нішу та задовольняють потреби геймерів з конкретними вподобаннями. Такі видавці є експертами в нішових жанрах, що дозволяє їм краще розуміти ринок і надавати індивідуальну підтримку розробникам, тим самим отримуючи можливість працювати над іграми, які орієнтовані на пристрасну та віддану авдиторію. В той же час це обмежує розмір ринку, надаючи потенційних проблем з пошуком ширшої авдиторії за межами ніші. Прикладами таких видавців є Paradox Interactive та Focus Home Interactive.

## Зацікавленість інвесторів
Численні видавці відеоігор публічно торгуються на фондових ринках з досить невиразними результатами. Наразі Electronic Arts є єдиним стороннім видавцем, присутнім у диверсифікованому списку великих американських корпорацій S&P 500, а у квітні 2010 року вони вперше увійшли до списку Fortune 500.
Ентузіазм щодо акцій видавців відеоігор був надзвичайно високим у два моменти історії індустрії:
- На початку 1990-х років поява на ринку CD-ROM підняла хайп, заклавши початок мультимедійній революцію, що невдовзі принесло інтерактивні розваги в широкі народні маси. Кілька голлівудських кіностудій створили «інтерактивні» підрозділи, щоб заробити на цьому нібито бурхливому розвитку нового медіа.[15] Більшість цих підрозділів згодом закрилися після дорогого виробництва кількох ігор, котрі майже повністю складалися з відео повного руху, майже ігноруючи сам концепт інтерактивного ігрового процесу.
- У США дохід від продажу відеоігор вперше перевищив дохід від касових зборів у кінотеатрах за часів доткомів наприкінці 1990-х років, коли технологічні компанії загалом були оточені шаленим ажіотажем. Однак видавці відеоігор не зазнали такого ж зростання цін на свої акції, яке спостерігалося у багатьох доткомівських компаній. Ймовірно, це було пов'язано з тим, що видавництво відеоігор вважалося більш зрілою галуззю, перспективи якої були досить добре зрозумілі, на відміну від  захоплюючої бізнес-моделі доткомів з невідомими, але, потенційно, захмарними перспективами. Хоча багато акцій технологічних компаній було знищено в результаті краху доткомів на початку 2000-х років, ціни на акції видавців відеоігор не зазнали сильних коливань. Кілька найбільших видавців, таких як Electronic Arts та Take-Two Interactive, досягли історичних максимумів у середині 2000-х років.